# Großlittgen
Großlittgen település Németországban, Rajna-vidék-Pfalz tartományban. Lakosainak száma 1061 fő (2023. december 31.).

## Népesség
A település népességének változása:
| Lakosok száma | 959  | 980  | 987  | 1018 | 1040 | 1061 |
|               | 1975 | 2017 | 2019 | 2021 | 2022 | 2023 |